# ガストン・ラシェーズ
ガストン・ラシェーズ（Gaston Lachaise、1882年3月19日 - 1935年10月18日）はフランス生まれで、アメリカ合衆国で活動した彫刻家である。成熟した女性の体の量感と動感を誇張した独特のスタイルの彫刻で知られる。

## 略歴
パリで生まれた。建築家、工芸家の一族で父親はギュスターヴ・エッフェルのような有名な建築家のために家具をデザインした工芸家であった。13歳で工芸学校で装飾技術を学んだ後、16歳からパリ国立高等美術学校に入学し、ガブリエル＝ジュール・トマ (Gabriel-Jules Thomas)らに彫刻を学んだ。在学中の作品は、当時権威のあったフランス芸術家協会の展覧会に出展された。卒業後、パリの宝飾デザイナー、ルネ・ラリックのもとでアール・ヌーボーのスタイルの宝飾品のデザインなどをした。
この頃、10歳年上のフランス系カナダ人の既婚女性のイサベル(Isabel Dutaud Nagle)と恋愛関係になり、1905年にイサベルがアメリカに戻ると、ラシェーズもアメリカに渡った。アメリカでは1906年から1912年の間はボストンの彫刻家、ヘンリー・ハドソン・キットソン(Henry Hudson Kitson: 1863/1865-1947)の助手として働き、1913年から1921年の間はニューヨークでポール・マンシップ(Paul Manship: 1885-1966) の助手として働いた。助手として働きながら自らの作品も制作した。1916年にアメリカ国籍を取得し1917年にイサベルと結婚した。
前衛的な美術家グループの展覧会に出展し、前衛彫刻家として認められ、1918年には個展も開かれた。1920年代から独自のスタイルの女性像を制作した。

## 作品

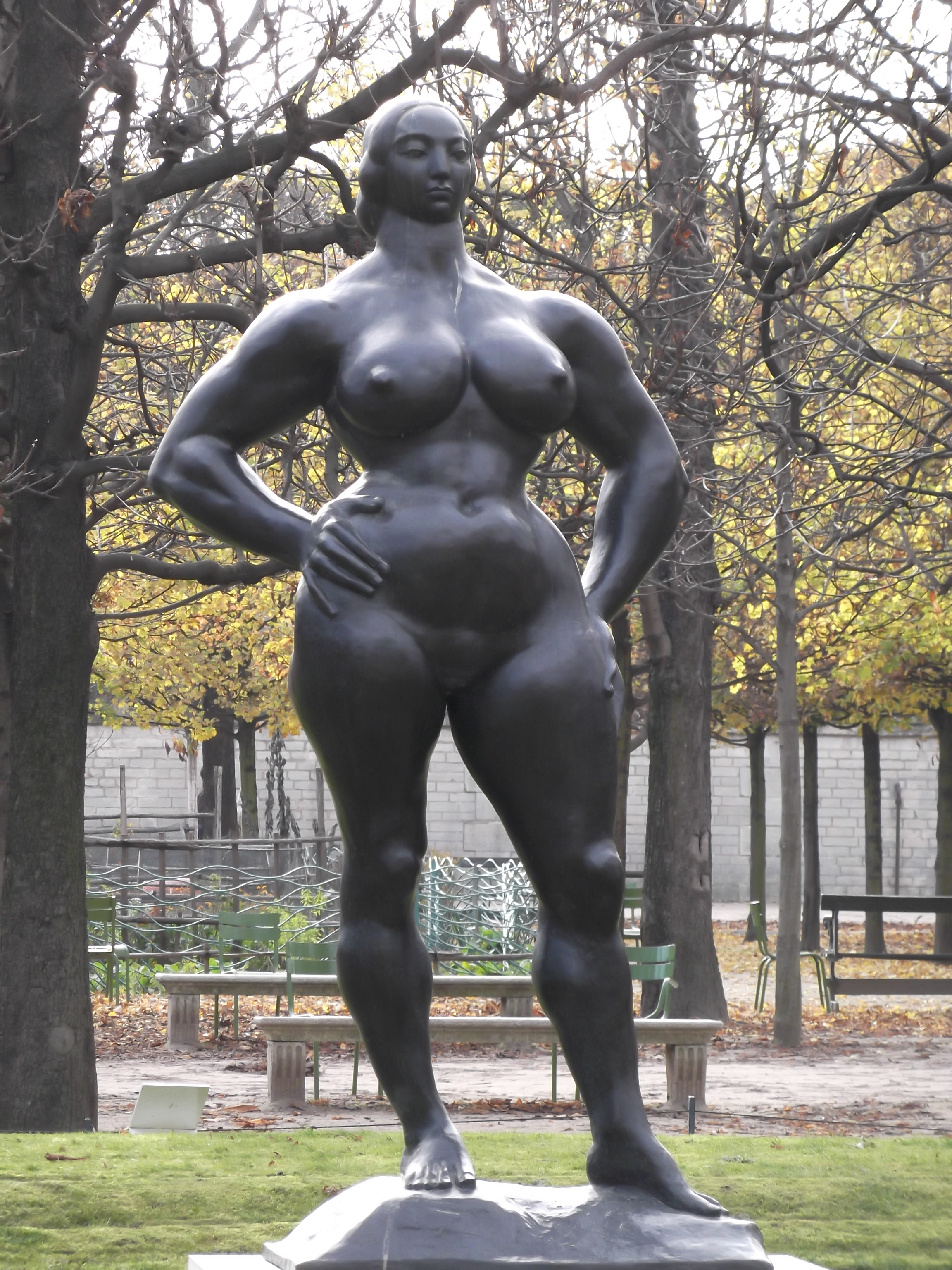
Standing Woman(1932) パリ、テュイルリー庭園
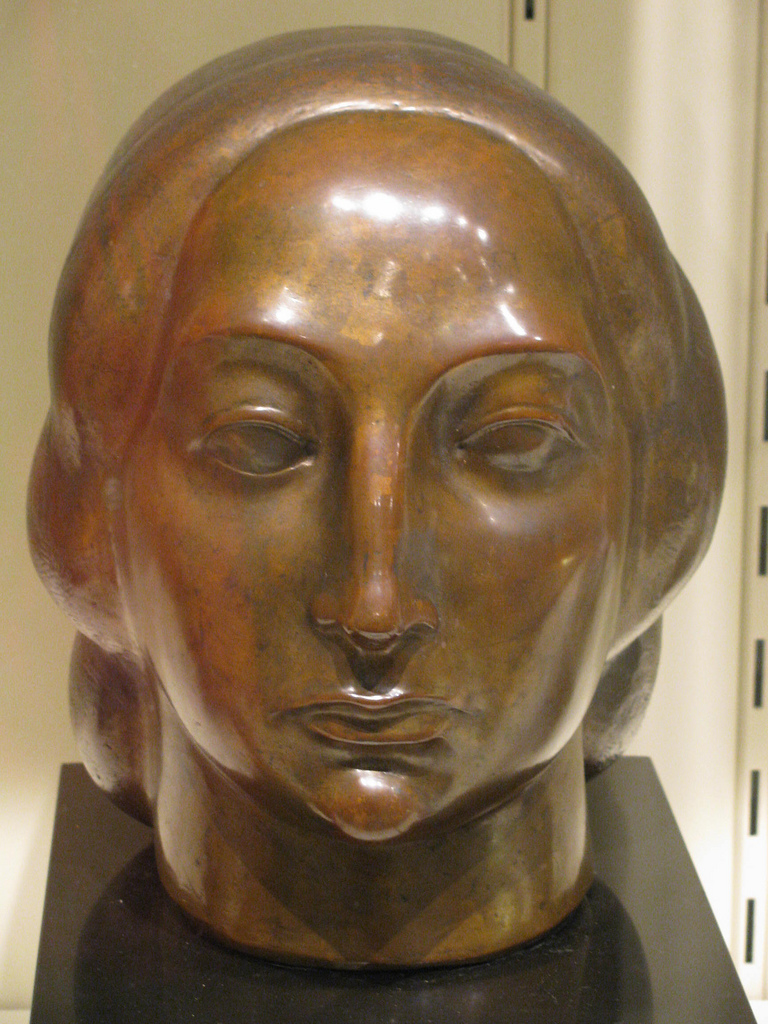
Head of a Woman (1935) Smithsonian American Art Museum 蔵
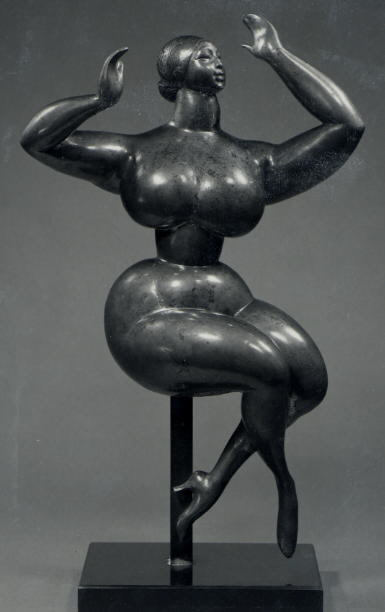
Nude Woman with Upraised Arms(c.1926) メトロポリタン美術館 蔵
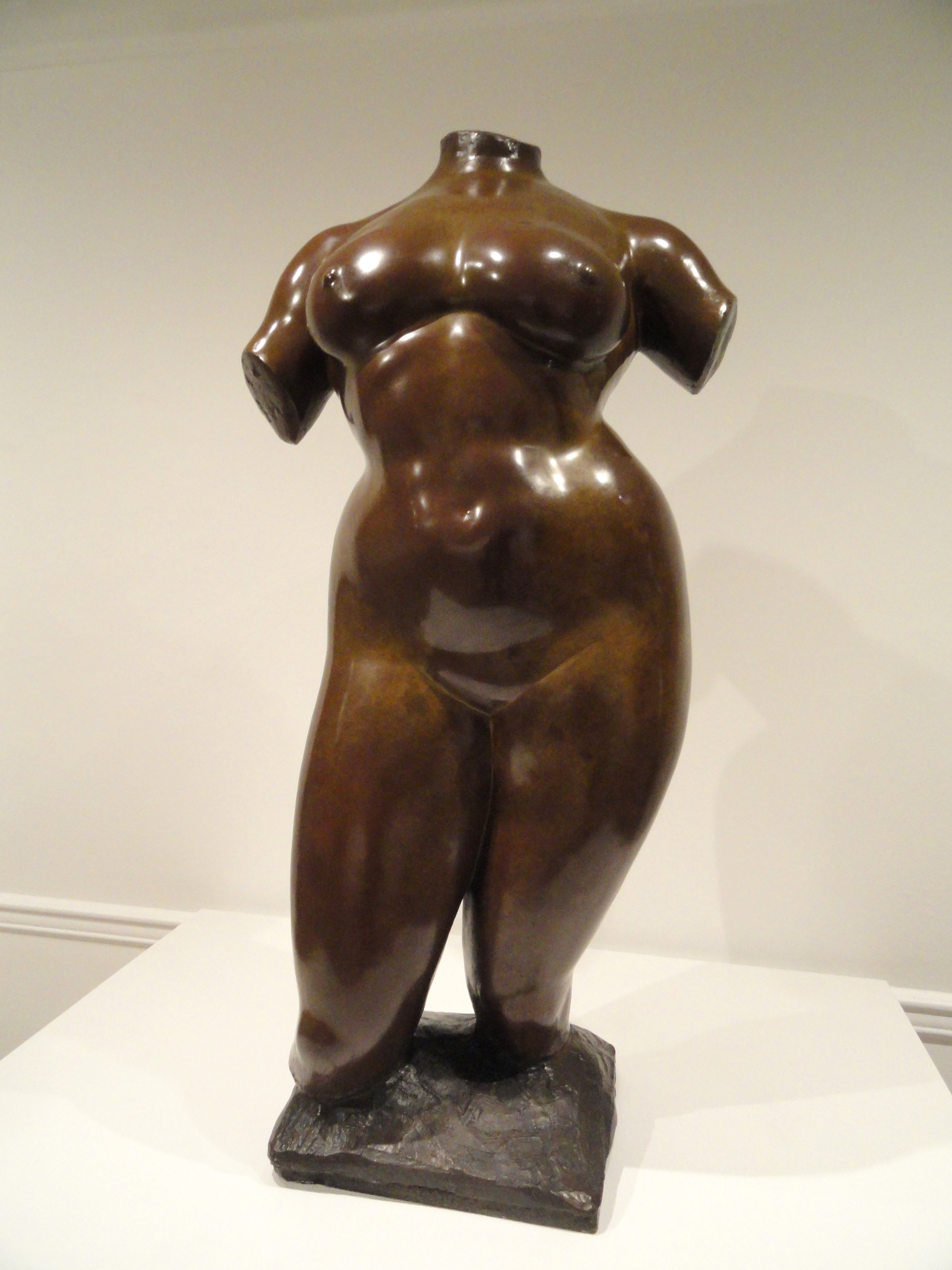
Torso of Elevation(1912/1918)

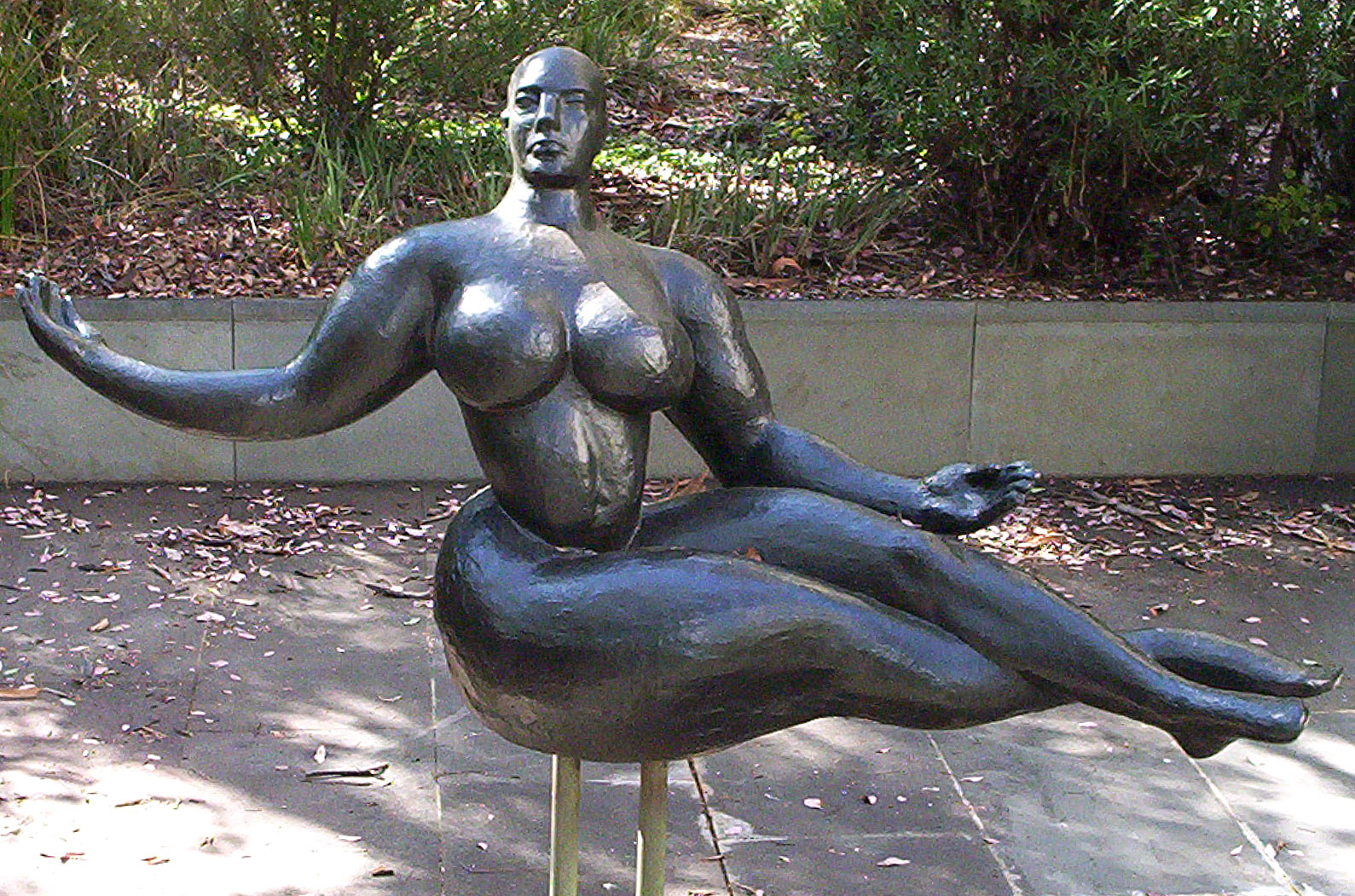
Floating Figur　(1927) オーストラリア国立美術館、彫刻庭園
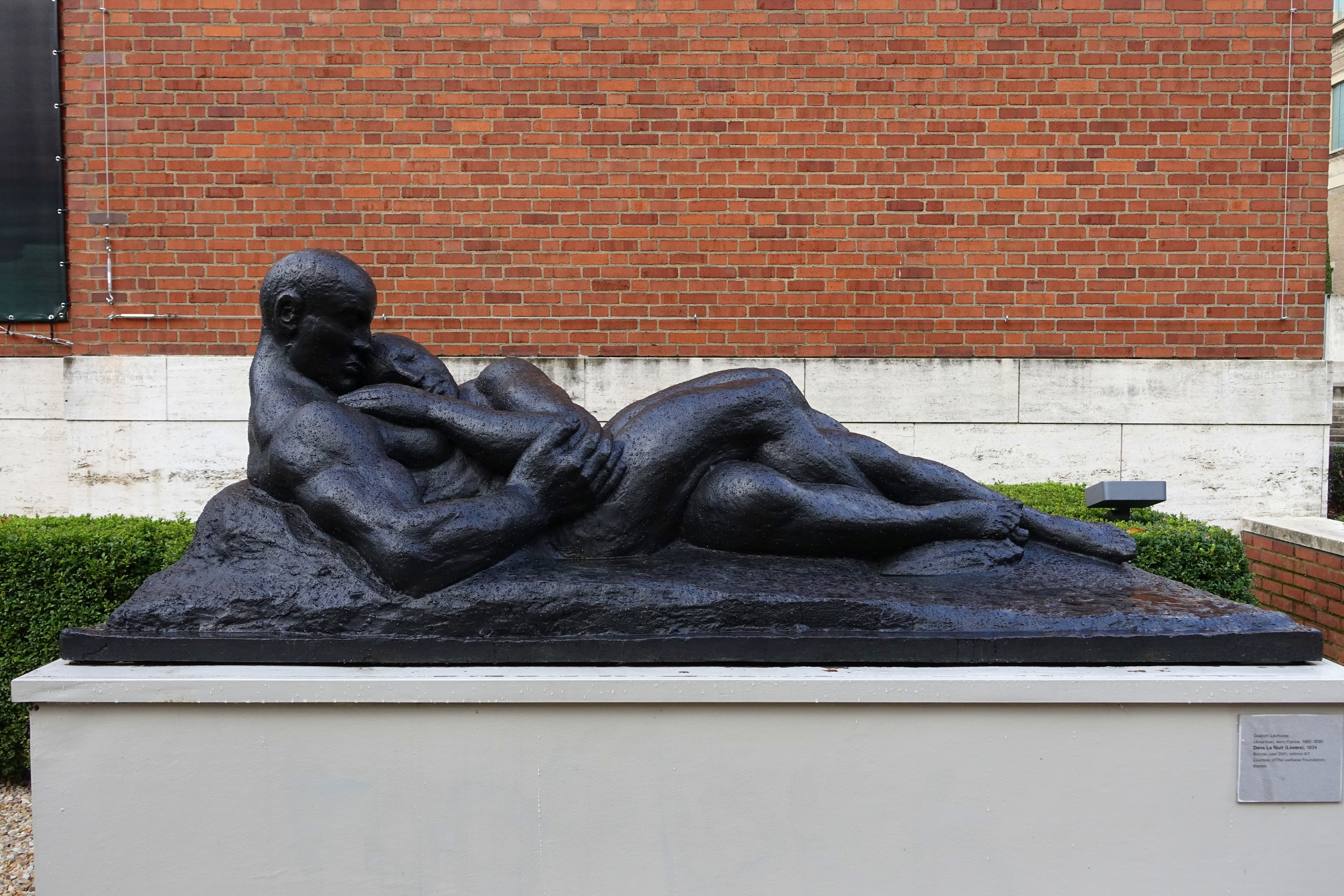
恋人たち (1934)
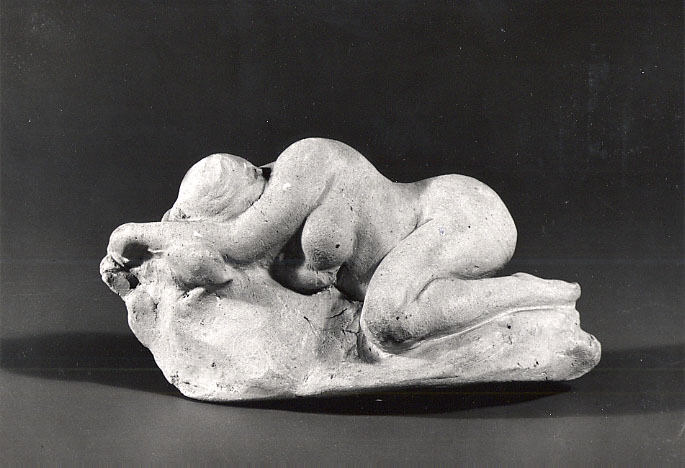
横たわる女性(c.1910) メトロポリタン美術館 蔵